# Agar Levine

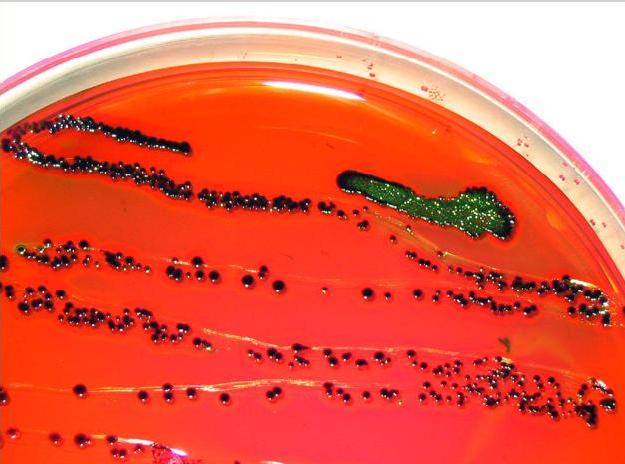
Colonias de E.coli sobre agar Levine.

El Agar Levine o Agar EMB Levine es un medio de cultivo usado para el aislamiento y diferenciación de E.coli, tiene un aspecto purpúreo, aunque naranja tras su esterilización, es semisólido, y está destinado al cultivo en placa.
Es un medio selectivo y diferencial, adecuado para el crecimiento de enterobacterias, que inhibe el crecimiento de bacterias Gram positivas y permite la diferenciación de bacterias fermentadoras y no fermentadoras de lactosa, dando lugar a colonias incoloras, las no fermentadoras, y colonias de color azulado-negro con cierto brillo metálico, las fermentadoras.
Las colonias de E.coli sobre agar Levine miden 2-3mm de diámetro, con centros oscuros, casi negros, y pueden presentar o no cierto brillo verde metálico.

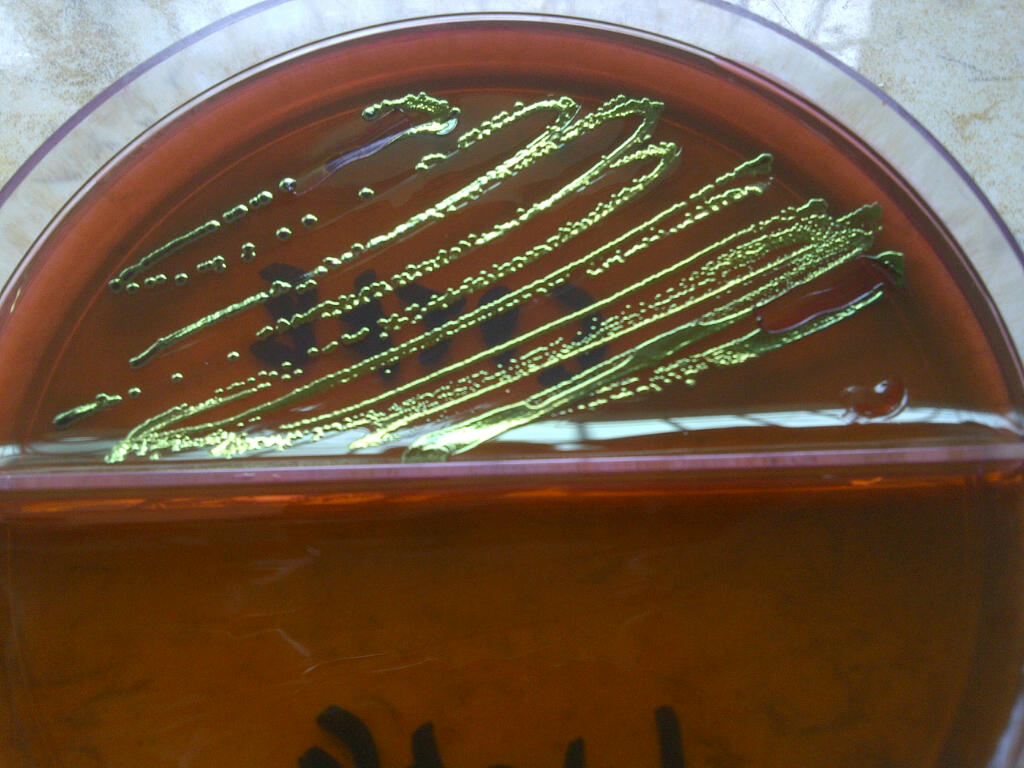
Colonias de E.coli en agar levine

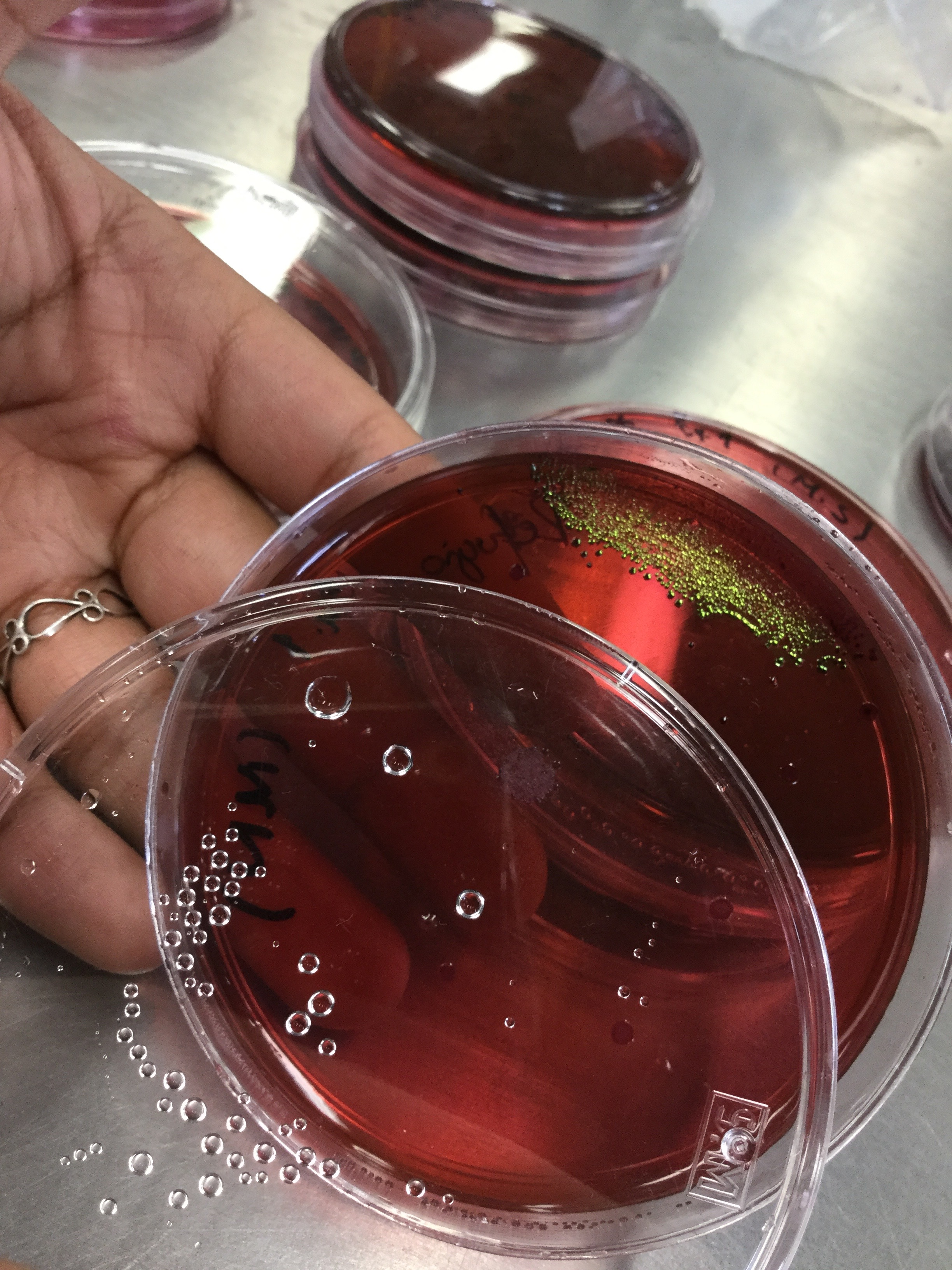
Colonias de E. Coli

Composición 
| Peptona            | 10g    |
| Lactosa            | 10g    |
| Fosfato dipotásico | 2g     |
| Eosina             | 0,40g  |
| Azul de metileno   | 0,065g |
| Agar               | 15g    |

- Datos: Q16144112